# Ghymes: Üzenet
Az Üzenet a Ghymes együttes harmadik nagylemeze 1993-ból, amely Szlovákiában jelent meg. A felvételek a Szlovák Rádióban készültek, Pozsonyban 1993 szeptemberében. A hanglemezen a népzenei feldolgozások mellett, már megjelentek a Ghymes tagjainak saját szerzeményei és egy-egy Balassi Bálint és Ady Endre költemény megzenésített változata. Az albumon szerepel a második lemezről ismert Seregek közt című dal újabb változata is.

## Kiadásai
- 1993 CD, MC
- 2001 CD, magyarországi kiadás a Fonó Records gondozásában

## Dalok
1. Soha Archiválva 2016. augusztus 26-i dátummal a Wayback Machine-ben (Miqueu Montanaro, Szarka Tamás - Szarka Tamás) – 3:08
2. Tudjátok magyarok Archiválva 2005. november 16-i dátummal a Wayback Machine-ben (Tinódi Lantos Sebestyén, Szarka Gyula) – 5:09
3. Kalotaszegi muzsika Archiválva 2005. november 3-i dátummal a Wayback Machine-ben (Szarka Tamás) – 8:16
4. Kis, karácsonyi ének Archiválva 2016. március 5-i dátummal a Wayback Machine-ben (Béhr László, Szarka Tamás - Ady Endre) – 3:21
5. Mikor mentem... Archiválva 2005. november 3-i dátummal a Wayback Machine-ben (Béhr László) – 4:46
6. Mégis azonról... Archiválva 2005. november 3-i dátummal a Wayback Machine-ben (Szarka Gyula, Szarka Tamás - Balassi Bálint) – 4:55
7. Köszöntő Archiválva 2005. november 3-i dátummal a Wayback Machine-ben (Ghymes) – 4:18
8. Seregek közt Archiválva 2005. november 3-i dátummal a Wayback Machine-ben (Tinódi Lantos Sebestyén, Szarka Tamás) – 3:40
9. Sebestyén Archiválva 2005. november 3-i dátummal a Wayback Machine-ben (Szarka Tamás) – 3:56
10. Üzenet Archiválva 2005. november 3-i dátummal a Wayback Machine-ben (Ghymes) – 9:00

## Az együttes tagjai
- Szarka Tamás – hegedű, ének, koboz, tökcitera, ütősök, kórus
- Szarka Gyula – bőgő, ének, lant, tökcitera, kórus
- Buják Andor – brácsa, szaxofon, töröksíp, bőgő, kórus
- Béhr László – cimbalom, ütősök, kórus
- Nagy Mihály – duda, tárogató, furulya, ütősök, kórus

Közreműködött:
- Écsi Gyöngyi – ének
- Pipacsok citerazenekar (Királyrév)
- Ifjú Szívek énekkar